# Sara Fons de Genta
Sara Eugenia Fons García, conocida como Sara Fons de Genta (Rivera, Uruguay, 30 de diciembre de 1921-Montevideo, Uruguay, 8 de mayo de 2023), fue una magistrada uruguaya, miembro de la Suprema Corte de Justicia de su país entre 1981 y 1985 (denominada únicamente Corte de Justicia hasta 1981), habiendo sido la primera mujer en integrar dicho órgano en toda su historia.

## Primeros años
Nació en Rivera el 30 de diciembre de 1921, hija de Belarmina García y Pablo Fons.
Cursó estudios en la Facultad de Derecho de la Universidad de la República hasta obtener el título de abogada en 1955.

## Jueza de Paz en el interior
En mayo de 1959 ingresó a la carrera judicial al ser designada Jueza de Paz de la 1° sección judicial de Tacuarembó, con sede en la ciudad de Tacuarembó.
Ese mismo año pasó al Juzgado de Paz de la 10° sección judicial de Florida, correspondiente a Sarandí Grande,y en 1961 al Juzgado de Paz de la segunda sección judicial de Canelones, con sede en Santa Lucía.

## Jueza de Paz en la capital
En abril de 1962 fue designada Jueza de Paz de la 11° sección judicial de Montevideo,cargo en el que permaneció durante quince años.

## Jueza Letrada
En septiembre de 1977 fue ascendida a Jueza Letrada de lo Contencioso Administrativo de Primer Turno.

## Tribunal de Apelaciones
En abril de 1979 recibió un nuevo ascenso al ser nombrada ministra del Tribunal de Apelaciones del Trabajo (único existente entonces en dicha materia).Integró dicho tribunal por espacio de dos años.

## Corte de Justicia
El 10 de julio de 1981 el Consejo de la Nación la eligió por unanimidad, a propuesta del Poder Ejecutivo, como miembro de la Corte de Justicia, para cubrir la vacante generada por el cese de José Pedro Igoa.
Con el dictado del Decreto Constitucional-Acto Institucional número 8, el 1° de julio de 1977, en el marco de la dictadura cívico-militar instaurada en 1973, por el que se modificaron las normas constitucionales referentes al Poder Judicial, este había perdido su carácter de tal, pasando a denominarse Administración de Justicia y a depender administrativamente del Poder Ejecutivo. La Suprema Corte de Justicia había pasado a llamarse únicamente Corte de Justicia, a secas, y perdido la mayor parte de sus competencias como jerarca administrativo del sistema judicial, por ejemplo, las referidas a designaciones y traslados de jueces, en las que pasó a tener solo la potestad de iniciativa y cuya resolución final quedó en manos del Poder Ejecutivo.
Fons de Genta fue la primera mujer integrante de la Corte en toda la historia de dicho órgano jurisdiccional (creado en 1907 con la denominación de Alta Corte de Justicia). 

## Restablecimiento de la Suprema Corte de Justicia
El 10 de noviembre de 1981 se dictó el Decreto Constitucional-Acto Institucional número 12, que derogó el número 8, restableció el carácter de Poder del Estado del Poder Judicial y el nombre de Suprema Corte de Justicia a su órgano máximo. Sin embargo, no le devolvió sus competencias tradicionales consagradas en la Constitución de 1967, sino que todo lo relativo a la administración del Poder Judicial, designación y traslado de jueces fue confiado a un nuevo órgano denominado Consejo Superior de la Judicatura, presidido por el ministro de Justicia y con integración mixta de miembros magistrados y no magistrados.El Poder Judicial solo recobraría la plenitud de su independencia y sus funciones constitucionales con el restablecimiento de la democracia en 1985. 
Fons de Genta ocupó la Presidencia de la -ahora nuevamente- Suprema Corte de Justicia durante el año 1982. Ese mismo año, coincidentemente, el Tribunal de lo Contencioso Administrativo también fue presidido por primera vez por una mujer, Hilda Moltedo de Espínola.

## Retiro
Pocos días antes de concretarse la reinstitucionalización democrática, el 25 de febrero de 1985, Fons de Genta presentó renuncia a su cargo en la Suprema Corte de Justicia, la que le fue aceptada al día siguiente.También lo habían hecho poco antes, en diciembre de 1984, José Pedro Gatto de Souza y Ramiro López Rivas. 
La Asamblea General democráticamente electa que acababa de asumir funciones el 15 de febrero de 1985 resolvió declarar vacantes la totalidad de los cargos de la Suprema Corte de Justicia, por entender que los dos restantes integrantes que permanecían en ella (Juan José Silva Delgado y Rafael Addiego Bruno) carecían de investidura legítima por haber sido designados durante el período dictatorial, y entendió que el plazo de 90 días con que contaba para llenar dichas vacantes corría a partir de la instalación del Parlamento. Al borde de finalizar dicho plazo, el 15 de mayo de 1985, la Asamblea General eligió a los nuevos integrantes de la Corte, Jacinta Balbela de Delgue, Nelson Nicoliello, Armando Tommasino, Nelson García Otero y Addiego Bruno, siendo este el único reelecto y que continuó en su cargo de los actuantes en el período anterior.

## Vida personal. Fallecimiento
Sara Fons contrajo matrimonio en 1948 con Walter Homero Genta Botta,quien falleció en julio de 1971.El matrimonio tuvo dos hijos, América Teresa y Pablo Genta Fons. 
Fons de Genta falleció el 8 de mayo de 2023 a los 101 años, en Montevideo.
Ha sido, hasta la fecha, la única centenaria y la más longeva de los exintegrantes de la Suprema Corte de Justicia (seguida por Ezequiel Garzón y Julio Guani, que alcanzaron los 95 años). Asimismo, también posee el récord de mayor sobrevida (38 años) luego de abandonar su cargo en la Corte, superando a Emilio Siemens Amaro que sobrevivió 35 años luego de su retiro.